# Đakon
Đakon (grč. diákonos = poslužitelj) osoba je prvog od tri stupnja svetog reda.

## Najranija povijest
Prema Novom zavjetu već se u apostolsko doba spominju đakoni koji imaju dužnost dijeliti milostinju.To je bio i sada je najniži red. U Djelima apostolskim spominju se sedmorica muževa koji su se trebali brinuti za milostinju i zbrinjavanje siromašnijih u zajednici: Stjepan, Filip, Prohor, Nikanor, Timon, Parmen i Nikola (Dj 6,5). Ipak, njihova se služba tek kasnije naziva đakonskom, a i znatno se razlikuje od one koju će đakoni obavljati u kasnije doba. U prvim stoljećima kršćanstva đakoni upravljaju materijalnim dobrima Crkve, čuvaju sveto posuđe i sveti knjige. U kasnijim se stoljećima opseg njihovih dužnosti proširuje – tako da oni čitaju evanđelje na misi, uz dozvolu biskupa propovijedaju, dijele pričest, a u nekim slučajevima i krštenje.
U starim crkvenim spisima đakoni su nazvani uhom i okom prezbitera i biskupa, rukama biskupovim, njegovim anđelima i prorocima. Djelokrug njihovog rada uključivao je praćenje ponašanja vjernika, te što se događa u njihovoj sredini, skrb o njihovu ispravljanju, objavljivanje i ispunjavanje svih biskupskih odredbi, te skrb o poslovima biskupije. Takva uloga učinila ih je moćnima, pa je često dolazilo do zlouporabe vlasti, tako da je na Prvom nicejskom saboru bilo potrebno strogo odrediti njihove dužnosti i odnos prema višim redovima. Sabor im je ukinuo izvršnu ulogu, a svaka je crkva imala najviše sedam đakona.
Slične će se nedoumice pojaviti i kasnije u Crkvi u Rimu, gdje su đakoni postali toliko moćni da je obično netko od njih bio izabiran za papu. To će dovesti i do ograničavanja njihove uloge u liturgiji.

## U Rimokatoličkoj Crkvi
U srednjem vijeku u Rimokatoličkoj Crkvi važnost đakonata opada, te on postaje drugi od 3 „viša reda“ (subđakonat, đakonat i svećeništvo). Đakon je od toga razdoblja samo pomoćnik pri svečanoj liturgiji. No na Zapadu, za razliku od istočnih Crkava, đakon može redovito krstiti, a i nazočiti vjenčanju. Drugi vatikanski sabor daje biskupima mogućnost da obnove instituciju trajnog đakonata. U mnogim Crkvama Zapada trajni đakonat je već odavna prihvaćena stvarnost. Usto, ukinut je subđakonat, pa đakonat postaje prvi red za koji se može biti zaređen.
Svaki svećenik prvo postaje đakon pa onda svećenik. U novije vrijeme Crkva zaređuje za đakone i oženjene muškarce koji doživotno ostaju đakoni i ne mogu postati svećenici. Svaki đakon može krstiti, vjenčati, pokopati, propovijedati na misi i nositi pričest bolesnicima. Ne može služiti sv. misu, ispovijedati i podijeliti bolesničko pomazanje, što su službe koje pripadaju svećeniku.
Prilikom sudjelovanja u misnom slavlju redovito đakonovo liturgijsko odijelo sastoji se od bijele albe koja je u pojasu zategnuta cingulom ili pascem, preko koje se stavlja štola i to tako da stavi preko lijevog ramena a priveže o desnom boku. Preko štole odijeva se dalmatika. Štola i dalmatika uvijek su u odgovarajućoj liturgijskoj boji koja ovisi o liturgijskom vremenu (došašće, božićno vrijeme, korizma, vazmeno vrijeme, ili vrijeme kroz godinu) ili o pojedinim blagdanima koji se određenog dana slave. Liturgijska boja đakonova odijela jednaka je liturgijskoj boji svećeničkog odijela.
Prilikom ostalih službi, izvan slavljenja mise, đakon obično ne nosi dalmatiku, već samo albu i štolu. Tako se odijeva za slavljenje krštenja, za nošenje pričesti izvan mise, prilikom sudjelovanja u slavlju ženidbe, na sprovodu.

## U istočnim Crkvama
U pravoslavnim Crkvama đakon je najniži, početni stupanj svećeničkog čina (ne može sam obavljati bogoslužje, već samo pomaže svećeniku). Ipak, u samoj liturgiji njegova je uloga mnogo veća nego u liturgiji Rimokatoličke Crkve. Đakonsko ređenje naziva se rukopoloženje, a obavlja ga episkop.

## Protestantske Crkve
U protestanata đakoni su službenici i ekonomi crkvene općine, orguljaši, karitativni radnici i sl. 

## Pitanje đakonisa
U prvoj su Crkvi bile poznate i đakonise, no njihova uloga nije sasvim jasna i nije se održala u tradiciji Crkve. Imale su sljedeće dužnosti: 1) pripremale su žene za krštenje, poučavajući ih postupcima i odgovorima za vrijeme krštenja i ponašanju poslije krštenja; 2) pomagale su svećenstvu pri samom krštenju žena; 3) izvršavale su naloge biskupa prema ženama, posjećujući bolesne i siromašne; 4) stojeći kraj vrata crkve razmještale su žene koje dolaze i pratile njihovo ponašanje za vrijeme bogoslužja. Od 11. stoljeća u Istočnoj Crkvi đakonise su ukinute i potisnute dolaskom monahinja. U Ruskoj Crkvi đakonise nisu postojale. U posljednje vrijeme čine se pokušaji da se u život te Crkve uvedu đakonise. Kao primjer služi Marto-Marijski manastir milosrdnih sestara u Moskvi, koji je utemeljila velika kneginja Jelisaveta Fjodorovna. Na hrvatskom ih se može nazivati i „đakonicama“ (Biblijski leksikon, Zagreb 1988). Kod protestanata, đakonise su žene koja se posvećuju vjerskoj promidžbi i karitativnom radu.

## Izvedenice
Rječnici bilježe mnogo riječi izvedenih iz riječi „đakon“, npr. „đakonat“ (red, zvanje i dostojanstvo đakona; đakonov stan); „đakonstvo“ (đakonova služba); đakonije (odabrano jelo, poslastica), đakonik (udubljenje u zidu ili zasebna prostorija na desnoj strani oltara crkava bizantskog obreda, gdje se čuvaju sveti sasudi; sasudohranilnica); „đakonirati“ (vršiti đakonsku službu).